# Temporada da NFL de 2023
A Temporada da NFL de 2023 foi a 104ª temporada regular da National Football League (NFL), a principal liga profissional de futebol americano dos Estados Unidos. A temporada começou em 7 de setembro de 2023, com o Kansas City Chiefs, o time campeão da temporada anterior, enfrentando o Detroit Lions. O Super Bowl LVIII, a grande final da liga, disputado em 11 de fevereiro de 2024 no Allegiant Stadium, em Paradise, Nevada, marcou o término da temporada. Na final, os Chiefs conquistaram o Super Bowl LVIII, garantindo o terceiro título da história da franquia.
Esta foi a primeira temporada desde 1935 em que todos os times dentro de uma divisão (neste caso a AFC North) terminaram com uma campanha positiva. Também marcou a primeira vez desde o New England Patriots de 2004 que um time venceu um Super Bowl em anos consecutivos e a primeira vez desde 2016 que o título da temporada foi decidido na prorrogação.

## Mudança nas regras
As seguintes mudanças de regras para a temporada de 2023 foram aprovadas na Reunião de Proprietários da NFL em 28 de março:
- O sistema de numeração de camisas foi modificado para permitir que o número #0 seja usado por todas as posições atualmente permitidas para usar números de um dígito. Placekickers e punters são permitidos usar números entre 0–49 e 90–99. Anteriormente, camisas de número #0 não era permitido o uso depois que o sistema de numeração das camisas foi padronizado em 1973 e kickers e punters poderiam usar apenas os números 1–19.
- As regras de tempo foram modificadas depois que uma decisão em campo foi revertida. Se estiver fora dos dois minutos finais (two-minute warning), o relógio de jogo será definido para 40 segundos em vez de 25. Se dentro dos dois minutos finais e um runoff de 10 segundos for usado, o relógio de jogo será definido para 30 segundos.
- Jogadas que resultam em turnover on downs foram adicionados à lista de jogadas revisáveis pelos árbitros (os treinadores não podem desafiar). As jogadas que resultam em um first down bem sucedido ainda podem ser desafiadas fora dos dois minutos finais de jogo (o two minute warning).
- A falta de tripping (fazer um jogador tropeçar) foi atualizado para uma falta pessoal (15 jardas) ao invés da penalidade anterior de 10 jardas, revertendo a mudança de regra de 1974.
- Lançar com um pé para atacar o adversário tornou-se ilegal, mudando a regra atual dos dois pés.
- Entregar ilegalmente a bola para frente atrás da linha de scrimmage (como um quarterback entregando a bola para um jogador de linha ofensiva para evitar um sack) agora é uma perda de descida, consistente com a mesma falta ocorrendo além da linha de scrimmage.
- Todos os chutes ilegais (além da linha de scrimmage ou depois que a bola retorna atrás da linha) agora são penalizados da mesma forma que um passe para frente ilegal (cinco jardas e a perda de uma descida).
- Se o ataque cometer uma penalidade de bola viva e a defesa cometer uma penalidade de bola morta na última jogada de qualquer tempo, o período não será prorrogado para uma descida sem tempo.
- A linguagem referente a "coronha, aríete ou lança" ("butt", "ram" ou "spear") com o capacete foi combinada sob a égide de "usos inadmissíveis do capacete" e esclareceu o contato incidental legal.

Durante a Assembleia de Proprietários em maio, foram feitas as seguintes alterações no estatuto e nas regras:
- As equipes agora iriam poder ter um terceiro quarterback disponível nos dias de jogo, sem ocupar uma vaga no elenco. O terceiro quarterback estaria disponível se os dois primeiros quarterbacks do time estiverem lesionados ou desqualificados. Se um dos dois QBs regulares retornar ao jogo, o terceiro retornará ao banco, a menos que ambos os quarterbacks estejam novamente indisponíveis pelos mesmos motivos.
- Nos pontapés iniciais (kickoffs), um fair catch feito na linha de 25 jardas ou atrás dela, a posse de bola será concedida na linha de 25 jardas, refletindo a regra do futebol universitário adotada em 2018.

## Classificação
V = Vitórias, D = Derrotas, E = Empates, PCT = porcentagem de vitórias, PF= Pontos feitos, PS = Pontos sofridos
Classificados para os playoffs estão marcados em verde
| AFC Leste            |    |    |   |       |     |     |
| Time                 | V  | D  | E | PCT   | PF  | PS  |
| Buffalo Bills        | 11 | 6  | 0 | 64,7% | 451 | 311 |
| Miami Dolphins       | 11 | 6  | 0 | 64,7% | 496 | 391 |
| New York Jets        | 7  | 10 | 0 | 41,2% | 268 | 355 |
| New England Patriots | 4  | 13 | 0 | 23,5% | 236 | 366 |
| AFC Norte            |    |    |   |       |     |     |
| Time                 | V  | D  | E | PCT   | PF  | PS  |
| Baltimore Ravens     | 13 | 4  | 0 | 76,5% | 483 | 280 |
| Cleveland Browns     | 11 | 6  | 0 | 64,7% | 396 | 362 |
| Pittsburgh Steelers  | 10 | 7  | 0 | 58,8% | 304 | 324 |
| Cincinnati Bengals   | 9  | 8  | 0 | 52,9% | 366 | 384 |
| AFC Sul              |    |    |   |       |     |     |
| Time                 | V  | D  | E | PCT   | PF  | PS  |
| Houston Texans       | 10 | 7  | 0 | 58,8% | 377 | 353 |
| Jacksonville Jaguars | 9  | 8  | 0 | 52,9% | 377 | 371 |
| Indianapolis Colts   | 9  | 8  | 0 | 52,9% | 396 | 415 |
| Tennessee Titans     | 6  | 11 | 0 | 35,3% | 305 | 367 |
| AFC Oeste            |    |    |   |       |     |     |
| Time                 | V  | D  | E | PCT   | PF  | PS  |
| Kansas City Chiefs   | 11 | 6  | 0 | 64,7% | 371 | 294 |
| Las Vegas Raiders    | 8  | 9  | 0 | 47,1% | 332 | 331 |
| Denver Broncos       | 8  | 9  | 0 | 47,1% | 357 | 413 |
| Los Angeles Chargers | 5  | 12 | 0 | 29,4% | 334 | 385 |

| NFC Leste             |    |    |   |       |     |     |
| Time                  | V  | D  | E | PCT   | PF  | PS  |
| Dallas Cowboys        | 12 | 5  | 0 | 70,6% | 509 | 315 |
| Philadelphia Eagles   | 11 | 6  | 0 | 64,7% | 433 | 428 |
| New York Giants       | 6  | 11 | 0 | 35,3% | 266 | 407 |
| Washington Commanders | 4  | 13 | 0 | 23,5% | 329 | 518 |
| NFC Norte             |    |    |   |       |     |     |
| Time                  | V  | D  | E | PCT   | PF  | PS  |
| Detroit Lions         | 12 | 5  | 0 | 70,6% | 461 | 395 |
| Green Bay Packers     | 9  | 8  | 0 | 52,9% | 383 | 350 |
| Minnesota Vikings     | 7  | 10 | 0 | 41,2% | 344 | 362 |
| Chicago Bears         | 7  | 10 | 0 | 41,2% | 360 | 379 |
| NFC Sul               |    |    |   |       |     |     |
| Time                  | V  | D  | E | PCT   | PF  | PS  |
| Tampa Bay Buccaneers  | 9  | 8  | 0 | 52,9% | 348 | 325 |
| New Orleans Saints    | 9  | 8  | 0 | 52,9% | 402 | 327 |
| Atlanta Falcons       | 7  | 10 | 0 | 41,2% | 321 | 373 |
| Carolina Panthers     | 2  | 15 | 0 | 11,8% | 236 | 416 |
| NFC Oeste             |    |    |   |       |     |     |
| Time                  | V  | D  | E | PCT   | PF  | PS  |
| San Francisco 49ers   | 12 | 5  | 0 | 70,6% | 491 | 298 |
| Los Angeles Rams      | 10 | 7  | 0 | 58,8% | 404 | 377 |
| Seattle Seahawks      | 9  | 8  | 0 | 52,9% | 364 | 402 |
| Arizona Cardinals     | 4  | 13 | 0 | 23,5% | 330 | 455 |

## Pós-temporada
Os playoffs da temporada de 2023 começaram com a rodada de repescagem (o wild-card), com três jogos disputados em cada conferência. A rodada de repescagem aconteceu no fim de semana de 13 a 15 de janeiro de 2024. Na rodada de divisão, que aconteceu entre 20 e 21 de janeiro, o time com a melhor campanha de cada conferência (que folgaram na primeira semana de playoffs) enfrentaram o time de pior campanha que avançou para a a rodada de divisão e as outras duas equipes restantes jogaram entre si. Os vencedores desses jogos avançaram para os jogos de Final de Conferência, que ocorreram em 28 de janeiro. O Super Bowl LVIII, com os vencedores de cada conferência, se enfrentaram em 11 de fevereiro no Allegiant Stadium em Paradise, Nevada. Os Chiefs, que tiveram a terceira melhor campanha da AFC, venceram os 49ers (time de melhor campanha da NFC) por 25 a 22, conquistando o quarto título da história da franquia (o terceiro sob comando de Andy Reid e o segundo consecutivo). Foi a primeira vez desde 2004 que um time conquistou dois títulos seguidos.
| Tabela dos Playoffs |                                                |                                                 |
| Posição             | AFC                                            | NFC                                             |
| 1                   | Baltimore Ravens (Vencedor da divisão Norte)   | San Francisco 49ers (Vencedor da divisão Oeste) |
| 2                   | Buffalo Bills (Vencedor da divisão Leste)      | Dallas Cowboys (Vencedor da divisão Leste)      |
| 3                   | Kansas City Chiefs (Vencedor da divisão Oeste) | Detroit Lions (Vencedor da divisão Norte)       |
| 4                   | Houston Texans (Vencedor da divisão Sul)       | Tampa Bay Buccaneers (Vencedor da divisão Sul)  |
| 5                   | Cleveland Browns                               | Philadelphia Eagles                             |
| 6                   | Miami Dolphins                                 | Los Angeles Rams                                |
| 7                   | Pittsburgh Steelers                            | Green Bay Packers                               |

### Playoffs
|  |                                       |                                       |                                       |                                  |                                  |                                  |                                     |                                     |                                     |    |  |  |  |  |  |  |  |  |
|  | 15 de janeiro – Raymond James Stadium | 15 de janeiro – Raymond James Stadium | 15 de janeiro – Raymond James Stadium |                                  |                                  | 21 de janeiro – Ford Field       | 21 de janeiro – Ford Field          | 21 de janeiro – Ford Field          |                                     |    |  |  |  |  |  |  |  |  |
|  | 5                                     | Philadelphia                          | 9                                     |                                  |                                  | 21 de janeiro – Ford Field       | 21 de janeiro – Ford Field          | 21 de janeiro – Ford Field          |                                     |    |  |  |  |  |  |  |  |  |
|  | 5                                     | Philadelphia                          | 9                                     |                                  |                                  | 21 de janeiro – Ford Field       | 21 de janeiro – Ford Field          | 21 de janeiro – Ford Field          |                                     |    |  |  |  |  |  |  |  |  |
|  | 4                                     | Tampa Bay                             | 32                                    |                                  |                                  | 21 de janeiro – Ford Field       | 21 de janeiro – Ford Field          | 21 de janeiro – Ford Field          |                                     |    |  |  |  |  |  |  |  |  |
|  | 4                                     | Tampa Bay                             | 32                                    | 4                                | Tampa Bay                        | 23                               |                                     |                                     |                                     |    |  |  |  |  |  |  |  |  |
|  |                                       |                                       |                                       | 4                                | Tampa Bay                        | 23                               | 28 de janeiro – Levi's Stadium      |                                     |                                     |    |  |  |  |  |  |  |  |  |
|  | 14 de janeiro – Ford Field            | 14 de janeiro – Ford Field            | 14 de janeiro – Ford Field            |                                  | 3                                | Detroit                          | 31                                  |                                     |                                     |    |  |  |  |  |  |  |  |  |
|  | 14 de janeiro – Ford Field            | 14 de janeiro – Ford Field            | 14 de janeiro – Ford Field            |                                  | 3                                | Detroit                          | 31                                  |                                     |                                     |    |  |  |  |  |  |  |  |  |
|  | 14 de janeiro – Ford Field            | 14 de janeiro – Ford Field            | 14 de janeiro – Ford Field            | NFC                              |                                  |                                  |                                     |                                     |                                     |    |  |  |  |  |  |  |  |  |
|  | 6                                     | LA Rams                               | 23                                    | 3                                | Detroit                          | 31                               |                                     |                                     |                                     |    |  |  |  |  |  |  |  |  |
|  | 6                                     | LA Rams                               | 23                                    | 3                                | Detroit                          | 31                               | 20 de janeiro – Levi's Stadium      |                                     |                                     |    |  |  |  |  |  |  |  |  |
|  | 3                                     | Detroit                               | 24                                    |                                  |                                  | 1                                | San Francisco                       | 34                                  |                                     |    |  |  |  |  |  |  |  |  |
|  | 3                                     | Detroit                               | 24                                    |                                  |                                  | 1                                | San Francisco                       | 34                                  |                                     |    |  |  |  |  |  |  |  |  |
|  |                                       |                                       |                                       | Campeão da NFC                   |                                  |                                  |                                     |                                     |                                     |    |  |  |  |  |  |  |  |  |
|  | 14 de janeiro – AT&T Stadium          | 14 de janeiro – AT&T Stadium          | 14 de janeiro – AT&T Stadium          | 7                                | Green Bay                        | 21                               |                                     |                                     |                                     |    |  |  |  |  |  |  |  |  |
|  | 14 de janeiro – AT&T Stadium          | 14 de janeiro – AT&T Stadium          | 14 de janeiro – AT&T Stadium          | 7                                | Green Bay                        | 21                               |                                     |                                     |                                     |    |  |  |  |  |  |  |  |  |
|  | 14 de janeiro – AT&T Stadium          | 14 de janeiro – AT&T Stadium          | 14 de janeiro – AT&T Stadium          | 3                                | San Francisco                    | 24                               |                                     |                                     |                                     |    |  |  |  |  |  |  |  |  |
|  | 7                                     | Green Bay                             | 48                                    | 3                                | San Francisco                    | 24                               |                                     |                                     |                                     |    |  |  |  |  |  |  |  |  |
|  | 7                                     | Green Bay                             | 48                                    | Playoffs de Divisão              | Playoffs de Divisão              | Playoffs de Divisão              | 11 de fevereiro – Allegiant Stadium | 11 de fevereiro – Allegiant Stadium | 11 de fevereiro – Allegiant Stadium |    |  |  |  |  |  |  |  |  |
|  | 2                                     | Dallas                                | 32                                    | Playoffs de Divisão              | Playoffs de Divisão              | Playoffs de Divisão              | 11 de fevereiro – Allegiant Stadium | 11 de fevereiro – Allegiant Stadium | 11 de fevereiro – Allegiant Stadium |    |  |  |  |  |  |  |  |  |
|  | 2                                     | Dallas                                | 32                                    | Playoffs de Divisão              | Playoffs de Divisão              | Playoffs de Divisão              | 11 de fevereiro – Allegiant Stadium | 11 de fevereiro – Allegiant Stadium | 11 de fevereiro – Allegiant Stadium |    |  |  |  |  |  |  |  |  |
|  | Playoffs de Wild Card                 |                                       |                                       | Playoffs de Divisão              | Playoffs de Divisão              | Playoffs de Divisão              | 11 de fevereiro – Allegiant Stadium | 11 de fevereiro – Allegiant Stadium | 11 de fevereiro – Allegiant Stadium |    |  |  |  |  |  |  |  |  |
|  | 1                                     | San Francisco                         | 22                                    | Playoffs de Divisão              | Playoffs de Divisão              | Playoffs de Divisão              |                                     |                                     |                                     |    |  |  |  |  |  |  |  |  |
|  | 1                                     | San Francisco                         | 22                                    | Playoffs de Divisão              | Playoffs de Divisão              | Playoffs de Divisão              |                                     |                                     |                                     |    |  |  |  |  |  |  |  |  |
|  | 13 de janeiro – Arrowhead Stadium     | 13 de janeiro – Arrowhead Stadium     | 13 de janeiro – Arrowhead Stadium     | 21 de janeiro – Highmark Stadium | 21 de janeiro – Highmark Stadium | 21 de janeiro – Highmark Stadium |                                     | 3                                   | Kansas City                         | 25 |  |  |  |  |  |  |  |  |
|  | 13 de janeiro – Arrowhead Stadium     | 13 de janeiro – Arrowhead Stadium     | 13 de janeiro – Arrowhead Stadium     | 21 de janeiro – Highmark Stadium | 21 de janeiro – Highmark Stadium | 21 de janeiro – Highmark Stadium |                                     | 3                                   | Kansas City                         | 25 |  |  |  |  |  |  |  |  |
|  | 13 de janeiro – Arrowhead Stadium     | 13 de janeiro – Arrowhead Stadium     | 13 de janeiro – Arrowhead Stadium     | 21 de janeiro – Highmark Stadium | 21 de janeiro – Highmark Stadium | 21 de janeiro – Highmark Stadium | Super Bowl LVIII                    |                                     |                                     |    |  |  |  |  |  |  |  |  |
|  | 6                                     | Miami                                 | 7                                     | 21 de janeiro – Highmark Stadium | 21 de janeiro – Highmark Stadium | 21 de janeiro – Highmark Stadium |                                     |                                     |                                     |    |  |  |  |  |  |  |  |  |
|  | 6                                     | Miami                                 | 7                                     | 21 de janeiro – Highmark Stadium | 21 de janeiro – Highmark Stadium | 21 de janeiro – Highmark Stadium |                                     |                                     |                                     |    |  |  |  |  |  |  |  |  |
|  | 3                                     | Kansas City                           | 26                                    | 21 de janeiro – Highmark Stadium | 21 de janeiro – Highmark Stadium | 21 de janeiro – Highmark Stadium |                                     |                                     |                                     |    |  |  |  |  |  |  |  |  |
|  | 3                                     | Kansas City                           | 26                                    | 3                                | Kansas City                      | 27                               |                                     |                                     |                                     |    |  |  |  |  |  |  |  |  |
|  |                                       |                                       |                                       | 3                                | Kansas City                      | 27                               | 28 de janeiro – M&T Bank Stadium    |                                     |                                     |    |  |  |  |  |  |  |  |  |
|  | 15 de janeiro – Highmark Stadium      | 15 de janeiro – Highmark Stadium      | 15 de janeiro – Highmark Stadium      |                                  | 2                                | Buffalo                          | 24                                  |                                     |                                     |    |  |  |  |  |  |  |  |  |
|  | 15 de janeiro – Highmark Stadium      | 15 de janeiro – Highmark Stadium      | 15 de janeiro – Highmark Stadium      |                                  | 2                                | Buffalo                          | 24                                  |                                     |                                     |    |  |  |  |  |  |  |  |  |
|  | 15 de janeiro – Highmark Stadium      | 15 de janeiro – Highmark Stadium      | 15 de janeiro – Highmark Stadium      | AFC                              |                                  |                                  |                                     |                                     |                                     |    |  |  |  |  |  |  |  |  |
|  | 7                                     | Pittsburgh                            | 17                                    | 3                                | Kansas City                      | 17                               |                                     |                                     |                                     |    |  |  |  |  |  |  |  |  |
|  | 7                                     | Pittsburgh                            | 17                                    | 3                                | Kansas City                      | 17                               | 20 de janeiro – M&T Bank Stadium    |                                     |                                     |    |  |  |  |  |  |  |  |  |
|  | 2                                     | Buffalo                               | 31                                    |                                  |                                  | 1                                | Baltimore                           | 10                                  |                                     |    |  |  |  |  |  |  |  |  |
|  | 2                                     | Buffalo                               | 31                                    |                                  |                                  | 1                                | Baltimore                           | 10                                  |                                     |    |  |  |  |  |  |  |  |  |
|  |                                       |                                       |                                       | Campeão da AFC                   |                                  |                                  |                                     |                                     |                                     |    |  |  |  |  |  |  |  |  |
|  | 13 de janeiro – NRG Stadium           | 13 de janeiro – NRG Stadium           | 13 de janeiro – NRG Stadium           | 4                                | Houston                          | 10                               |                                     |                                     |                                     |    |  |  |  |  |  |  |  |  |
|  | 13 de janeiro – NRG Stadium           | 13 de janeiro – NRG Stadium           | 13 de janeiro – NRG Stadium           | 4                                | Houston                          | 10                               |                                     |                                     |                                     |    |  |  |  |  |  |  |  |  |
|  | 13 de janeiro – NRG Stadium           | 13 de janeiro – NRG Stadium           | 13 de janeiro – NRG Stadium           | 1                                | Baltimore                        | 34                               |                                     |                                     |                                     |    |  |  |  |  |  |  |  |  |
|  | 5                                     | Cleveland                             | 14                                    | 1                                | Baltimore                        | 34                               |                                     |                                     |                                     |    |  |  |  |  |  |  |  |  |
|  | 5                                     | Cleveland                             | 14                                    |                                  |                                  |                                  |                                     |                                     |                                     |    |  |  |  |  |  |  |  |  |
|  | 4                                     | Houston                               | 45                                    |                                  |                                  |                                  |                                     |                                     |                                     |    |  |  |  |  |  |  |  |  |
|  | 4                                     | Houston                               | 45                                    |                                  |                                  |                                  |                                     |                                     |                                     |    |  |  |  |  |  |  |  |  |

## Líderes em estatísticas da temporada
| Individual              |                     |               |                          |
| Líder em pontuação      | Brandon Aubrey      | Dallas        | 157                      |
| Mais field goals feitos | Brandon Aubrey      | Dallas        | 36                       |
| Touchdowns              | Raheem Mostert      | Miami         | 21                       |
| Touchdowns              | Christian McCaffrey | San Francisco | 21                       |
| Touchdowns              | Christian McCaffrey | San Francisco | 21                       |
| Jardas terrestres       | Christian McCaffrey | San Francisco | 1 459 jardas             |
| Jardas aéreas           | Tua Tagovailoa      | Miami         | 4 624 jardas             |
| Touchdowns aéreos       | Dak Prescott        | Dallas        | 36                       |
| Interceptações lançadas | Sam Howell          | Washington    | 21                       |
| Passer rating           | Brock Purdy         | San Francisco | 113,0                    |
| Recepções               | CeeDee Lamb         | Dallas        | 135                      |
| Jardas recebidas        | Tyreek Hill         | Miami         | 1 799 jardas             |
| Tackles totais          | Bobby Wagner        | Seattle       | 183                      |
| Interceptações          | DaRon Bland         | Dallas        | 9                        |
| Punting                 | Thomas Morstead     | New York Jets | 4 831 jardas; média 48,8 |
| Sacks                   | T. J. Watt          | Pittsburgh    | 19,0                     |

## Prêmios

### Individuais da temporada
A 13ª cerimônia anual da NFL Honors, contemplando os melhores jogadores e jogadas da temporada de 2023, aconteceu em 8 de fevereiro de 2022 no Resorts World Theatre em Las Vegas, Nevada.
| Prêmio                             | Vencedor            | Posição | Time                |
| ---------------------------------- | ------------------- | ------- | ------------------- |
| AP Most Valuable Player (MVP)      | Lamar Jackson       | QB      | Baltimore Ravens    |
| AP Jogador de Ataque do Ano        | Christian McCaffrey | RB      | San Francisco 49ers |
| AP Jogador de Defesa do Ano        | Myles Garrett       | DE      | Cleveland Browns    |
| AP Treinador do Ano                | Kevin Stefanski     | HC      | Cleveland Browns    |
| AP Treinador Assistente do Ano     | Jim Schwartz        | DC      | Cleveland Browns    |
| AP Jogador Novato de Ataque do Ano | C. J. Stroud        | QB      | Houston Texans      |
| AP Jogador Novato de Defesa do Ano | Will Anderson Jr.   | DE      | Houston Texans      |
| AP Comeback Player of the Year     | Joe Flacco          | QB      | Cleveland Browns    |
| Pepsi Novato do Ano                | C. J. Stroud        | QB      | Houston Texans      |
| Walter Payton NFL Man of the Year  | Cameron Heyward     | DT      | Pittsburgh Steelers |
| PFWA NFL Executivo do Ano          | Brad Holmes         | GM      | Detroit Lions       |
| MVP do Super Bowl                  | Patrick Mahomes     | QB      | Kansas City Chiefs  |

### Time All-Pro
Os seguintes jogadores foram nomeados first-team All-Pro pela Associated Press:
| Ataque | Ataque                                                      |
| ------ | ----------------------------------------------------------- |
| QB     | Lamar Jackson (BAL)                                         |
| RB     | Christian McCaffrey (SF)                                    |
| WR     | Tyreek Hill (MIA) CeeDee Lamb (DAL) Amon-Ra St. Brown (DET) |
| TE     | George Kittle (SF)                                          |
| LT     | Trent Williams (SF)                                         |
| LG     | Joe Thuney (KC)                                             |
| C      | Jason Kelce (PHI)                                           |
| RG     | Zack Martin (DAL)                                           |
| RT     | Penei Sewell (DET)                                          |

| Defesa | Defesa                                                    |
| ------ | --------------------------------------------------------- |
| DE     | Myles Garrett (CLE) T. J. Watt (PIT)                      |
| DT     | Aaron Donald (LAR) Chris Jones (KC)                       |
| LB     | Fred Warner (SF) Roquan Smith (BAL) Quincy Williams (NYJ) |
| CB     | DaRon Bland (DAL) Sauce Gardner (NYJ) Trent McDuffie (KC) |
| S      | Kyle Hamilton (BAL) Antoine Winfield Jr. (TB)             |

| K  | Brandon Aubrey (DAL)  |
| P  | A. J. Cole III (LV)   |
| KR | Keisean Nixon (GB)    |
| PR | Rashid Shaheed (NO)   |
| ST | Miles Killebrew (PIT) |
| LS | Ross Matiscik (JAX)   |

### Jogador da Semana/Mês
Os seguintes foram eleitos os melhores desempenhos durante a temporada de 2023:
| Semana/ Mês      | Ataque Jogador da Semana/Mês      | Ataque Jogador da Semana/Mês           | Defesa Jogador da Semana/Mês           | Defesa Jogador da Semana/Mês       | Times especiais Jogador da Semana/Mês  | Times especiais Jogador da Semana/Mês |
| Semana/ Mês      | AFC                               | NFC                                    | AFC                                    | NFC                                | AFC                                    | NFC                                   |
| ---------------- | --------------------------------- | -------------------------------------- | -------------------------------------- | ---------------------------------- | -------------------------------------- | ------------------------------------- |
| 1                | Tua Tagovailoa QB (Miami)         | Brandon Aiyuk WR (San Francisco)       | Jordan Whitehead S (New York Jets)     | Jessie Bates S (Atlanta)           | Xavier Gipson WR (New York Jets)       | Jake Elliott K (Philadelphia)         |
| 2                | Josh Allen QB (Buffalo)           | D'Andre Swift RB (Philadelphia)        | Alex Highsmith LB (Pittsburgh)         | Micah Parsons LB (Dallas)          | Nick Folk K (Tennessee)                | Jake Camarda P (Tampa Bay)            |
| 3                | De'Von Achane RB (Miami)          | Kenneth Walker III RB (Seattle)        | Terrel Bernard LB (Buffalo)            | Aidan Hutchinson DE (Detroit)      | Matt Gay K (Indianapolis)              | Matt Prater K (Arizona)               |
| Setembro         | Tua Tagovailoa QB (Miami)         | Christian McCaffrey RB (San Francisco) | T. J. Watt LB (Pittsburgh)             | Micah Parsons LB (Dallas)          | Tyler Bass K (Buffalo)                 | Jake Camarda P (Tampa Bay)            |
| 4                | Josh Allen QB (Buffalo)           | Christian McCaffrey RB (San Francisco) | Khalil Mack OLB (Los Angeles Chargers) | Devon Witherspoon CB (Seattle)     | Brandon McManus K (Jacksonville)       | Jake Elliott K (Philadelphia)         |
| 5                | Ja'Marr Chase WR (Cincinnati)     | D. J. Moore WR (Chicago)               | Maxx Crosby DE (Las Vegas)             | Fred Warner MLB (San Francisco)    | Greg Zuerlein K (New York Jets)        | Blake Grupe K (New Orleans)           |
| 6                | Raheem Mostert RB (Miami)         | Jared Goff QB (Detroit)                | Blake Cashman LB (Houston)             | Jordan Hicks LB (Minnesota)        | Dustin Hopkins K (Cleveland)           | Jamison Crowder WR (Washington)       |
| 7                | Lamar Jackson QB (Baltimore)      | A. J. Brown WR (Philadelphia)          | Myles Garrett DE (Cleveland)           | Camryn Bynum S (Minnesota)         | Dustin Hopkins K (Cleveland)           | Younghoe Koo K (Atlanta)              |
| 8                | Joe Burrow QB (Cincinnati)        | Jalen Hurts QB (Philadelphia)          | Justin Simmons S (Denver)              | Frankie Luvu LB (Carolina)         | Thomas Morstead P (New York Jets)      | Brandon Aubrey K (Dallas)             |
| Outubro          | Tyreek Hill WR (Miami)            | A. J. Brown WR (Philadelphia)          | Quincy Williams LB (New York Jets)     | Danielle Hunter LB (Minnesota)     | Brandon McManus K (Jacksonville)       | Brandon Aubrey K (Dallas)             |
| 9                | C. J. Stroud QB (Houston)         | Joshua Dobbs QB (Minnesota)            | Kenny Moore II CB (Indianapolis)       | Paulson Adebo CB (New Orleans)     | Derius Davis WR (Los Angeles Chargers) | Tress Way P (Washington)              |
| 10               | Devin Singletary RB (Houston)     | CeeDee Lamb WR (Dallas)                | Robert Spillane LB (Las Vegas)         | Nick Bosa DL (San Francisco)       | Marvin Mims WR (Denver)                | Jason Myers K (Seattle)               |
| 11               | Trevor Lawrence QB (Jacksonville) | Brock Purdy QB (San Francisco)         | Jalen Ramsey CB (Miami)                | DaRon Bland CB (Dallas)            | Reggie Gilliam FB (Buffalo)            | Ethan Evans P (Los Angeles Rams)      |
| 12               | Patrick Mahomes QB (Kansas City)  | Kyren Williams RB (Los Angeles Rams)   | Josh Allen DE (Jacksonville)           | Jessie Bates S (Atlanta)           | Brandon McManus K (Jacksonville)       | Jake Elliott K (Philadelphia)         |
| Novembro         | C. J. Stroud QB (Houston)         | Dak Prescott QB (Dallas)               | Khalil Mack LB (Los Angeles Chargers)  | DaRon Bland CB (Dallas)            | Wil Lutz K (Denver)                    | Cairo Santos K (Chicago)              |
| 13               | Jake Browning QB (Cincinnati)     | Deebo Samuel WR (San Francisco)        | Derek Stingley Jr. CB (Houston)        | Antoine Winfield Jr. S (Tampa Bay) | J. K. Scott P (Los Angeles Chargers)   | Jalen Reeves-Maybin LB (Detroit)      |
| 14               | Zach Wilson QB (New York Jets)    | Tommy DeVito QB (New York Giants)      | Harold Landry LB (Tennessee)           | Ivan Pace Jr. LB (Minnesota)       | Tylan Wallace WR (Baltimore)           | Brandon Aubrey K (Dallas)             |
| 15               | James Cook RB (Buffalo)           | Baker Mayfield QB (Tampa Bay)          | Bradley Chubb LB (Miami)               | Julian Love S (Seattle)            | Kaʻimi Fairbairn K (Houston)           | Eddy Piñeiro K (Carolina)             |
| 16               | Amari Cooper WR (Cleveland)       | Puka Nacua WR (Los Angeles Rams)       | Kyle Hamilton S (Baltimore)            | Ifeatu Melifonwu S (Detroit)       | Jason Sanders K (Miami)                | Younghoe Koo K (Atlanta)              |
| 17               | Lamar Jackson QB (Baltimore)      | Jordan Love QB (Green Bay)             | Rasul Douglas CB (Buffalo)             | Tyrique Stevenson CB (Chicago)     | Harrison Butker K (Kansas City)        | Gunner Olszewski WR (New York Giants) |
| 18               | C. J. Stroud QB (Houston)         | Jordan Love QB (Green Bay)             | T. J. Watt LB (Pittsburgh)             | Antoine Winfield Jr. S (Tampa Bay) | Deonte Harty WR (Buffalo)              | Jamie Gillan P (New York Giants)      |
| Dezembro/Janeiro | Lamar Jackson QB (Baltimore)      | Christian McCaffrey RB (San Francisco) | Derek Stingley Jr. CB (Houston)        | Antoine Winfield Jr. S (Tampa Bay) | Sam Martin P (Buffalo)                 | Brandon Aubrey K (Dallas)             |

| Semana | FedEx Air Jogador da Semana   | FedEx Ground Jogador da Semana      | Pepsi Zero Sugar Novato do Ano    |
| ------ | ----------------------------- | ----------------------------------- | --------------------------------- |
| 1      | Tua Tagovailoa (Miami)        | Christian McCaffrey (San Francisco) | Xavier Gipson WR (New York Jets)  |
| 2      | Geno Smith (Seattle)          | Christian McCaffrey (San Francisco) | Puka Nacua WR (Los Angeles Rams)  |
| 3      | Tua Tagovailoa (Miami)        | De'Von Achane (Miami)               | De'Von Achane RB (Miami)          |
| 4      | Josh Allen (Buffalo)          | Christian McCaffrey (San Francisco) | Puka Nacua WR (Los Angeles Rams)  |
| 5      | Joe Burrow (Cincinnati)       | Breece Hall (New York Jets)         | De'Von Achane RB (Miami)          |
| 6      | Jared Goff (Detroit)          | Raheem Mostert (Miami)              | Byron Young LB (Los Angeles Rams) |
| 7      | Patrick Mahomes (Kansas City) | D'Onta Foreman (Chicago)            | Puka Nacua WR (Los Angeles Rams)  |
| 8      | Jalen Hurts (Philadelphia)    | Gus Edwards (Baltimore)             | Will Levis QB (Tennessee)         |
| 9      | C. J. Stroud (Houston)        | Keaton Mitchell (Baltimore)         | C. J. Stroud QB (Houston)         |
| 10     | Dak Prescott (Dallas)         | Devin Singletary (Houston)          | C. J. Stroud QB (Houston)         |
| 11     | Brock Purdy (San Francisco)   | Jaylen Warren (Pittsburgh)          | Tommy DeVito QB (New York Giants) |
| 12     | Dak Prescott (Dallas)         | Christian McCaffrey (San Francisco) | Jalin Hyatt WR (New York Giants)  |
| 13     | Brock Purdy (San Francisco)   | James Conner (Arizona)              | Sam LaPorta TE (Detroit)          |
| 14     | Brock Purdy (San Francisco)   | Christian McCaffrey (San Francisco) | Tommy DeVito QB (New York Giants) |
| 15     | Baker Mayfield (Tampa Bay)    | James Cook (Buffalo)                | Sam LaPorta TE (Detroit)          |
| 16     | Joe Flacco (Cleveland)        | Khalil Herbert (Chicago)            | Puka Nacua WR (Los Angeles Rams)  |
| 17     | Lamar Jackson (Baltimore)     | Najee Harris (Pittsburgh)           | Zay Flowers WR (Baltimore)        |
| 18     | Jordan Love (Green Bay)       | Derrick Henry (Tennessee)           | C. J. Stroud QB (Houston)         |

| Mês              | Novato do Mês                    | Novato do Mês                       |
| Mês              | Ataque                           | Defesa                              |
| ---------------- | -------------------------------- | ----------------------------------- |
| Setembro         | C. J. Stroud QB (Houston)        | Christian Gonzalez CB (New England) |
| Outubro          | Jordan Addison WR (Minnesota)    | Devon Witherspoon CB (Seattle)      |
| Novembro         | C. J. Stroud QB (Houston)        | Calijah Kancey DT (Tampa Bay)       |
| Dezembro/Janeiro | Puka Nakua WR (Los Angeles Rams) | Kobie Turner DT (Los Angeles Rams)  |